# Glasdjävulen (film)
Irene Huss – Glasdjävulen är en svensk thriller från 2008. Det är den fjärde filmen i den första omgången med filmer om kriminalkommissarie Irene Huss.

## Handling
I ett litet samhälle nära Göteborg påträffas tre medlemmar i en prästfamilj brutalt mördade. Väggarna är täckta av upp-och-nedvända pentagram – symbolen för djävulens ansikte – som målats dit med offrens blod. Kriminalinspektör Irene Huss drar snabbt paralleller till ett tidigare fall där en präst mördades. Även i det fallet fanns det satanistiska kopplingar. Men ju djupare Irene Huss gräver i fallet desto mer övertygad blir hon om att kyrkans män inte alltid är så gudfruktiga som de borde vara. 

## Rollista (urval)
Återkommande
- Angela Kovács – Irene Huss
- Reuben Sallmander – Krister Huss
- Mikaela Knapp – Jenny Huss
- Felicia Löwerdahl – Katarina Huss
- Lars Brandeby – Sven Andersson
- Dag Malmberg – Jonny Blom
- Anki Lidén – Yvonne Stridner
- Emma Swenninger – Birigtta Moberg
- Eric Ericson – Fredrik Stridh

I detta avsnitt
- Ylva Nilsson – Rebecka Schyttelius
- Sven Ahlström  – Christian Levenholz
- Katarina Ewerlöf – Eva Möller
- Fredrik Dolk – Sten Schyttelius som ung
- Urban Eldh – gynekolog
- Evert Lindkvist – granne
- Jimmy Lindström – satanistledare
- Ulla Svedin – Louise Måårdh
- Jan Elfwencrona-Hermfelt – Bengt Måårdh
- Dan Nerenius – Rebeckas läkare
- Sara Wikström – Lisa Sandberg